# Malachitgrün
Malachitgrün ist ein zu den Triphenylmethanfarbstoffen gehörender leuchtend grüner kationischer Farbstoff. Es wurde erstmals im Jahre 1877 von dem Chemiker Otto Fischer synthetisiert und unabhängig davon gelang es 1878 Oskar Doebner.
Malachitgrün ist nicht zu verwechseln mit Malachiten, welche aus mineralischen Malachit-Pigmenten hergestellt werden und nach diesem benannt sind.

## Herstellung
Man synthetisiert die farblose Leukobase des Malachitgrüns aus N,N-Dimethylanilin und Benzaldehyd in Gegenwart von Zinkchlorid oder konzentrierter Schwefelsäure. Durch Oxidation mit Blei(IV)-oxid oder ähnlichen Oxidationsmitteln in saurer Lösung geht die Leukobase über die Carbinolbase in Malachitgrün über. Alternativ kann im Labor die Umsetzung von Michlers Keton mit Phenylmagnesiumchlorid durchgeführt werden. Die Carbinolbase bildet sich dabei nach der Aufarbeitung mit wässrigem Ammoniumchlorid.

Herstellung von Malachitgrün. Oxidation der Leukobase [4,4'-Bis(dimethylamino)triphenylmethan, oben Mitte] mit Blei(IV)-oxid führt zur farblosen Carbinolbase (oben rechts). Die anschließende Einwirkung von Salzsäure liefert das mesomeriestabilisierte Malachitgrün (unten).

## Eigenschaften

### Physikalische Eigenschaften
Malachitgrün verfügt über zwei Absorptionsbanden (ca. 420 nm und ca. 620 nm). Das Kation ist sehr gut wasserlöslich. Im leicht basischen Milieu fällt die undissoziierte Substanz als blassgrüner Niederschlag aus. Die Leukobase ist in Wasser weitgehend unlöslich, jedoch gut fettlöslich, was zu einer Anreicherung im Fettgewebe behandelter Tiere führt und zu einer sehr verlangsamten Ausscheidung. Der Absorptionskoeffizient am Absorptionsmaximum bei 622 nm in Ethanol beträgt 8,07 · 104 L mol−1cm−1.

### Chemische Eigenschaften

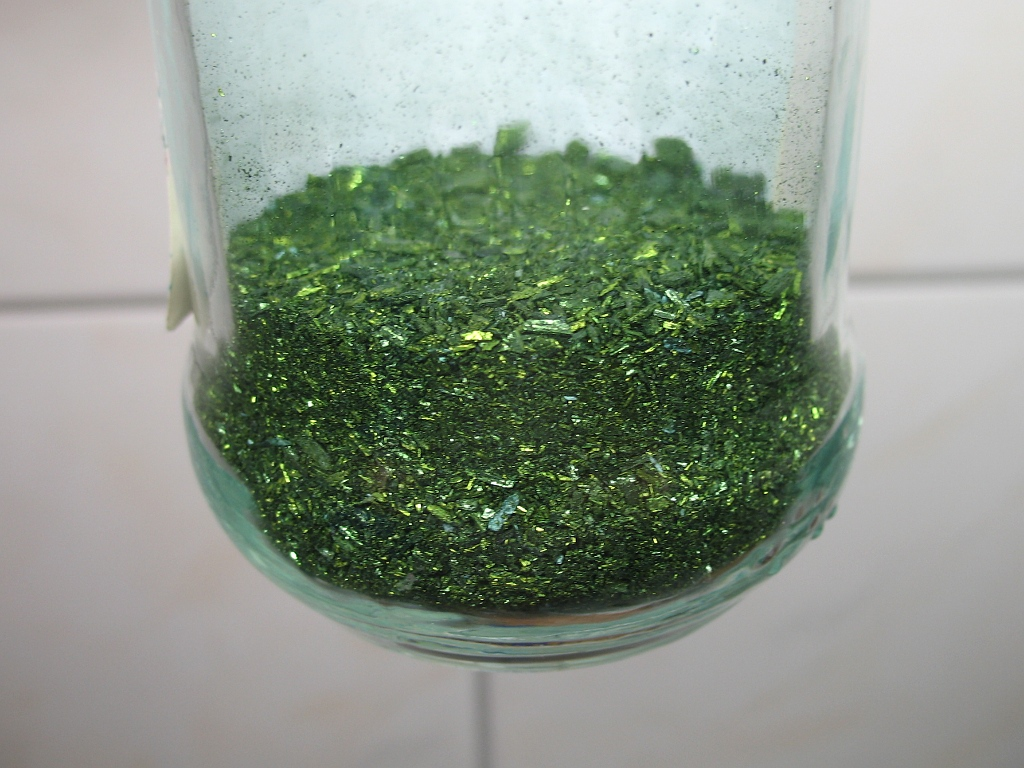
Kristalle von Malachitgrünoxalat

Malachitgrünoxalat bildet grüne, metallisch glänzende Kristalle, die in Wasser und Ethanol gut löslich sind.
Malachitgrün wird durch Chlor zerstört. Es kann als Farbindikator in der Chemie benutzt werden. In Abhängigkeit vom pH-Wert ändert sich die Farbe der Lösung:
| Farben von Malachitgrün | Farben von Malachitgrün           | Farben von Malachitgrün  | Farben von Malachitgrün             | Farben von Malachitgrün |
| ----------------------- | --------------------------------- | ------------------------ | ----------------------------------- | ----------------------- |
| saure Form gelb         | Umschlagszone 1 pH 0,2 bis pH 1,8 | typische Farbe Blau-Grün | Umschlagszone 2 pH 11,5 bis pH 13,2 | basische Form farblos   |

## Verwendung

### Allgemein
In der Mikroskopie verwendet man Malachitgrün zur Färbung von mit Pilzen infizierten Pflanzengeweben, Bakterien und als Nachweis zur Sporenbildung. Als Lebensmittelfarbstoff darf Malachitgrün nicht verwendet werden, da es als gesundheitsschädlich eingestuft ist. Gelegentlich werden Buntpapiere und Papierhandtücher damit eingefärbt. Beliebt ist es für das Einfärben der „Osternester“. Wegen seiner geringen Lichtechtheit (Lichtstabilität) wird es in der Textilfärbung nicht mehr verwendet. Beim Ersetzen der beiden Dimethylaminogruppen [(H3C)2N–)] durch Diethylaminogruppen [(H5C2)2N–)]  erhält man den Farbstoff Brillantgrün, welcher deutlich lichtechter ist als Malachitgrün.

### Tierarzneimittel
In vielen Drittstaaten (Nicht-EU-Staaten) ist Malachitgrün wegen seiner unübertroffenen Wirksamkeit ein zugelassenes Medikament gegen Pilze und Parasiten bei Fischen, insbesondere gegen Ichthyophthiriose. Der Stoff wird im Fisch wieder zu der schwer wasserlöslichen Leukobase reduziert. Als solche bildet er an Fett gebunden lange persistierende Rückstände (Halbwertszeit bei Forellen und Karpfen ca. 45 Tage). Deshalb ist Malachitgrün nicht in den Anhängen I bis III der VO (EG) Nr. 2377/90 über die maximal zulässigen Konzentrationen bei der Lebensmittelgewinnung zugelassener Stoffe gelistet. Dies bedeutet in der EU ein Verbot seiner Anwendung bei Lebensmittel liefernden Tieren. Selbst die Behandlung von Forellenlaich gegen Verpilzung ist verboten. Es dürfen auch keine Rückstände (weder Malachitgrün, noch die Leukobase) in Lebensmitteln nachweisbar sein. Der frühere deutsche Grenzwert von 10 µg/kg wurde EU-konform auf 0 µg/kg gesetzt.
Ein annähernd gleichwertiges Ersatzmittel wurde bisher nicht gefunden.

## Rückstände in Lebensmitteln
Bei der Lebensmittelüberwachung wird Malachitgrün häufig als nachweisbarer Arzneimittelrückstand in Fischen festgestellt. In Deutschland werden Fische aus Aquakulturen regelmäßig im Rahmen des Nationalen Rückstandskontrollplan auf Rückstände einer Behandlung mit Malachitgrün untersucht. Die Europäische Kommission hat im Jahr 2003 eine Mindestleistungsgrenze (MRPL) für die Bestimmung von Malachitgrün und Leukomalachitgrün von 2 μg/kg eingeführt, unterhalb der zwar noch die Ursache der Belastung ermittelt werden soll, die Proben aber nicht mehr beanstandet werden. Auch Fische aus Wildfang können mit Malachitgrün belastet sein, wie etwa in der Moosach (Isar).

## Externe Links zu erwähnten Verbindungen
1. ↑  Externe Identifikatoren von bzw. Datenbank-Links zu Basic Green 4, oxalat:  CAS-Nr.: 18015-76-4, EG-Nr.: 241-922-5, ECHA-InfoCard: 100.038.096, Wikidata: Q110557732.
2. ↑  Externe Identifikatoren von bzw. Datenbank-Links zu Basic Green 4, saures Oxalat:  CAS-Nr.: 2437-29-8, EG-Nr.: 219-441-7, ECHA-InfoCard: 100.017.674, GESTIS: 491380, PubChem: 2724411, ChemSpider: 2006556, Wikidata: Q27279349.
3. ↑  Externe Identifikatoren von bzw. Datenbank-Links zu Malachitgrün (Kation):  CAS-Nr.: 10309-95-2, PubChem: 11295, ChemSpider: 10821, DrugBank: DBDB03895, Wikidata: Q27890431.
4. ↑  Externe Identifikatoren von bzw. Datenbank-Links zu Basic Green 4, oxalat (1:1):  CAS-Nr.: 13425-25-7, EG-Nr.: 603-805-0, ECHA-InfoCard: 100.113.721, PubChem: 9888276, ChemSpider: 8063948, Wikidata: Q132145036.

Die in diesem Artikel angezeigten Farben sind nicht farbverbindlich und können auf verschiedenen Anzeigegeräten unterschiedlich erscheinen.

Eine Möglichkeit, die Darstellung mit rein visuellen Mitteln näherungsweise zu kalibrieren, bietet das nebenstehende Testbild (nur bei nativer Anzeigeauflösung und wenn die Seite nicht gezoomt dargestellt wird):